# Punktsteigungsform
Die Punktsteigungsform oder Punkt-Steigungs-Form ist in der Mathematik eine spezielle Form einer Geradengleichung. In der Punktsteigungsform wird eine Gerade in der euklidischen Ebene mit Hilfe eines Punkts der Gerade und der Steigung der Gerade dargestellt.

## Darstellung

Punktsteigungsform einer Geradengleichung

In der Punktsteigungsform wird eine Gerade in der Ebene, die durch den Punkt {\displaystyle (x_{1},y_{1})} verläuft und die Steigung {\displaystyle m} aufweist, als die Menge derjenigen Punkte {\displaystyle (x,y)} beschrieben, deren Koordinaten die Gleichung
{\displaystyle y-y_{1}=m\cdot (x-x_{1})}
erfüllen. Wird die Geradengleichung nach {\displaystyle y} aufgelöst, erhält man die explizite Darstellung
{\displaystyle y=m\cdot (x-x_{1})+y_{1}}.
Die Gerade ist dann der Graph einer linearen Funktion {\displaystyle f} mit der Funktionsgleichung
{\displaystyle f(x)=m\cdot (x-x_{1})+y_{1}}.

## Beispiel
Im Bild nebenstehend ist beispielsweise der gegebene Geradenpunkt {\displaystyle (2,2)} und die Steigung {\displaystyle m=-1/2}, und man erhält als Geradengleichung
{\displaystyle y-2=-{\frac {1}{2}}\cdot (x-2)}
beziehungsweise
{\displaystyle y=-{\frac {1}{2}}\cdot (x-2)+2}.

## Herleitung
Geht man von der Normalform einer Geraden
{\displaystyle y=m\cdot x+n}
aus, dann gilt insbesondere, da der Punkt {\displaystyle (x_{1},y_{1})} auf der Geraden liegt,
{\displaystyle y_{1}=m\cdot x_{1}+n}.
Wird diese Gleichung nach {\displaystyle n} aufgelöst und in die Normalform eingesetzt, folgt daraus
{\displaystyle y=m\cdot x+(y_{1}-m\cdot x_{1})}.
Durch Ausklammern von {\displaystyle m} erhält man dann die Punktsteigungsform
{\displaystyle y=m\cdot (x-x_{1})+y_{1}}.

## Umrechnung
Wird {\displaystyle m} mit Hilfe des Steigungsdreiecks durch den Punkt {\displaystyle (x_{1},y_{1})} und einen weiteren Geradenpunkt {\displaystyle (x_{2},y_{2})} mittels
{\displaystyle m={\frac {y_{2}-y_{1}}{x_{2}-x_{1}}}}
berechnet, erhält man die Zweipunkteform einer Geradengleichung.